# 萨拉尔 (格拉纳达省)
萨拉尔，是西班牙安达卢西亚自治区格拉纳达省的一个市镇。总面积84平方公里，2001年普查人口總數為2743人，人口密度為每平方公里33人。